# A'Tuin
A'Tuin is een personage uit de Schijfwereld-boeken van de Britse schrijver Terry Pratchett.

## De wereldschildpad
A'Tuin, ook wel aangeduid als A'Tuin de Grote, is de kosmische schildpad die op zijn rugschild vier olifanten draagt, waarop de Schijfwereld rust. A'Tuin, of de Hemelschildpad, is zo'n 15.000 kilometer lang, met ogen als oceanen en een brein met de afmeting van een land, een brein dat met geologische traagheid werkt. Hij is bedekt met sterrenstof en kosmisch gruis, zijn geschubde lijf en zijn rugschild zijn gepokt met inslagkraters van meteoren. A'Tuin behoort tot de schildpaddengroep Chelis Galactica.
De vier reusachtige olifanten die op zijn rugschild staan heten Berilia, Jerakien, Tubuul en de Grote T'Phon.